# Perciformes
A ordem dos perciformes, também denominados Percomorpha ou Acanthopteri, incluem cerca de 40% de todos os peixes ósseos  e constituem a maior ordem de vertebrados. Nesta ordem estão classificados cerca de 7000 espécies diferentes, presentes em quase todos os ecossistemas aquáticos. A sua aparição deu-se no fim do período Cretáceo.
"Perciforme" significa 'de forma semelhante à perca'. A ordem abrange cerca de 160 famílias, nas quais se incluem espécies de interesse comercial como  a perca, a cavalinha, o peixe-espada, o atum e o carapau.

## Famílias
Agrupadas por subordem e superfamília.
- Subordem Percoidei
  - Superfamilia Percoidea
    - Centropomidae, em que se incluem os robalos.
    - Ambassidae
    - Moronidae
    - Percichthyidae
    - Acropomatidae
    - Serranidae
    - Ostracoberycidae
    - Callanthiidae
    - Pseudochromidae
    - Grammatidae
    - Plesiopidae
    - Notograptidae
    - Opistognathidae
    - Dinopercidae
    - Banjosidae
    - Centrarchidae
    - Percidae
    - Priacanthidae
    - Apogonidae
    - Epigonidae
    - Sillaginidae
    - Malacanthidae
    - Lactariidae
    - Dinolestidae
    - Pomatomidae
    - Menidae
    - Polycentridae
    - Leiognathidae
    - Bramidae
    - Caristiidae
    - Emmelichthyidae
    - Lutjanidae
    - Lobotidae
    - Gerreidae
    - Haemulidae
    - Inermiidae
    - Sparidae
    - Centracanthidae
    - Lethrinidae
    - Nemipteridae
    - Polynemidae
    - Sciaenidae
    - Mullidae
    - Pempheridae
    - Glaucosomatidae
    - Leptobramidae
    - Bathyclupeidae
    - Monodactylidae
    - Toxotidae
    - Coracinidae
    - Drepaneidae
    - Chaetodontidae
    - Pomacanthidae
    - Enoplosidae
    - Pentacerotidae
    - Nandidae
    - Kyphosidae
    - Arripidae
    - Teraponidae
    - Kuhliidae
    - Oplegnathidae

  - Superfamilia Cirrhitoidea
    - Cirrhitidae
    - Chironemidae
    - Aplodactylidae
    - Cheilodactylidae
    - Latridae

  - Superfamilia Cepoloidea
    - Cepolidae
- Subordem Carangoidei
  -     - Carangidae
    - Nematistiidae

  - Superfamilia Echeneoidea
    - Echeneidae
    - Rachycentridae
    - Coryphaenidae
- Subordem Elassomatoidei
  - Elassomatidae
- Subordem Labroidei
  - Cichlidae
  - Embiotocidae
  - Pomacentridae
  - Labridae
  - Odacidae
  - Scaridae
- Subordem Zoarcoidei
  - Bathymasteridae
  - Zoarcidae
  - Stichaeidae
  - Cryptacanthodidae
  - Pholidae
  - Anarhichadidae
  - Ptilichthyidae
  - Zaproridae
  - Scytalinidae
- Subordem Notothenioidei
  - Bovichthyidae
  - Nototheniidae
  - Harpagiferidae
  - Bathydraconidae
  - Channichthyidae
- Subordem Trachinoidei
  - Chiasmodontidae
  - Champsodontidae
  - Pholidichthyidae
  - Trichodontidae
  - Pinguipedidae
  - Cheimarrhichthyidae
  - Trichonotidae
  - Creediidae
  - Percophidae
  - Leptoscopidae
  - Ammodytidae
  - Trachinidae
  - Uranoscopidae
- Subordem Blennioidei
  - Tripterygiidae
  - Labrisomidae
  - Clinidae
  - Chaenopsidae
  - Dactyloscopidae
  - Blenniidae
- Subordem Icosteoidei
  - Icosteidae
- Subordem Gobiesocoidei
  - Gobiesocidae
- Subordem Callionymoidei
  - Callionymidae
  - Draconettidae
- Subordem Gobioidei
  - Rhyacichthyidae
  - Odontobutidae
  - Eleotridae
  - Gobiidae
  - Kraemeriidae
  - Xenisthmidae
  - Microdesmidae
  - Schindleriidae
- Subordem Kurtoidei
  - Kurtidae
- Subordem Acanthuroidei
  - Ephippidae
  - Scatophagidae
  - Siganidae
  - Luvaridae
  - Zanclidae
  - Acanthuridae
- Subordem Scombrolabracoidei
  - Scombrolabracidae
- Subordem Scombroidei
  - Sphyraenidae - barracudas
  - Gempylidae
  - Trichiuridae
  - Scombridae - atum e carapau
  - Xiphiidae
- Subordem Stromateoidei
  - Amarsipidae
  - Centrolophidae
  - Nomeidae
  - Ariommatidae
  - Tetragonuridae
  - Stromateidae
- Subordem Anabantoidei
  - Luciocephalidae
  - Anabantidae
  - Helostomatidae
  - Belontiidae
  - Osphronemidae
- Subordem Channoidei
  - Channidae